# Empis hirtipes
Empis hirtipes är en tvåvingeart som beskrevs av Christian Rudolph Wilhelm Wiedemann 1824. Empis hirtipes ingår i släktet Empis och familjen dansflugor. Inga underarter finns listade i Catalogue of Life.